# Рарія білошия
Рарія білошия (Micrastur semitorquatus) — вид хижих птахів родини соколових (Falconidae).

## Поширення
Вид поширений в Центральній і Південній Америці від Мексики до півночі Аргентини. Населяє різноманітні середовища, де є хоча б ізольовані дерева.

## Опис
Тіло має довжину від 51 до 58,5 см, розмах крил 76-94 см. Оперення сильно варіюється у різних особин. Верхня частина зазвичай темно-сіра або чорна, а нижня частина біла або блідо-кремова, з горизонтальними темними смугами або без них. На шиї є біла смуга. Довгий хвіст має чотири поперечні білі смуги. Деякі особини мають повністю чорний хвіст. Лапки жовтуваті, а ділянка між очима і дзьобом неоперена та зеленувато-сірого кольору.

## Спосіб життя
Цей сокіл живе в підліску вологих лісів або на густих напіввідкритих ділянках. Поїдає дрібних хребетних тварин: рептилій, птахів і ссавців. Він також ловить великих комах, слідуючи за армійськими мурашками, які їх турбують.